# SV Vitesse
SV Vitesse – klub piłkarski z Bonaire. Występuje w rozgrywkach Bonaire League

## Osiągnięcia
- Mistrzostwo Bonaire League: 1

1993